# Озарский, Эдуард Иосифович
Эдуард Иосифович Озарский — советский хозяйственный, государственный и политический деятель.

## Биография
Родился в 1908 году. Член ВКП(б) с 1931 года.
С 1934 года — на хозяйственной, общественной и политической работе. В 1934—1973 гг. — главный механик, начальник цеха завода, директор завода, заместитель секретаря ЦК КП(б) Литвы по промышленности, секретарь ЦК КП(б) Литвы по кадрам, секретарь ЦК КП(б) Литвы по промышленности и транспорту, секретарь ЦК КП(б) Литвы, 1-й секретарь Каунасского областного комитета КП Литвы, заведующий Промышленно-транспортным отделом ЦК КП Литвы, 1-й заместитель председателя СМ Литовской ССР, председатель СНХ Литовского экономического административного района, советник СМ Литовской ССР, министр местной промышленности Литовской ССР.
Избирался депутатом Верховного Совета СССР 3-го и 5-го созывов.
Умер в 1981 году.